# António Ricardo Graça
António Ricardo Graça foi um administrador colonial português que exerceu o cargo de Governador de forma interina na Província de Angola em 1853, tendo sido antecedido por António Sérgio de Sousa e sucedido por Miguel Ximenes Gomes Rodrigues Sandoval de Castro e Viegas, Visconde do Pinheiro.